# Комчен
Комче́н (исп. Komchén) — небольшой город в Мексике, штат Юкатан, муниципалитет Мерида. По данным переписи 2005 года, численность населения составила 3 778 человек.